# Guillaume du Halgouët
Guillaume du Halgouët, mort le 29 octobre 1602,  est un prélat français du XVIe siècle et du début du XVIIe siècle.

## Biographie
Guillaume du Halgouët (ou du Halegoët), archidiacre de Tréguier, est le fils de Pierre, seigneur de Kergrec'h  en  Plougrescant, et d'Anne de Kernevenoy. Le siège épiscopal de Tréguier est vacant depuis la résignation de François de La Tour en 1587, lorsqu'il est élu évêque de Tréguier et sacré l'année suivante. Bien qu'Albert le Grand indique qu'il « obtient l'évêché par résignation de son prédécesseur en 1593 », Guillaume du Halgouët était déjà en place en 1589. Contrairement à son prédécesseur il est un partisan du roi pendant la Ligue catholique et la cité de Tréguier est pillée entre 1590 et 1592 par les troupes de Philippe-Emmanuel de Lorraine, duc de Mercoeur, le 8 août 1590, et attaquée par leurs alliés Espagnols le 17 août 1592. Il doit se réfugier d'abord à Granville, puis jusqu'en 1594 au château de Tonquédec, contrôlé par la famille de Goüyon. Il meurt en octobre 1602, et il est inhumé dans la chapelle Saint-Gonéry à  Plougrescant, où il s'était fait édifier un tombeau en 1599.